# Zirakpur
Zirakpur ist eine Stadt im indischen Bundesstaat Punjab. Sie bildet eine Vorstadt von Chandigarh, welche als eine der wohlhabendsten Städte in Indien gilt. Deshalb verzeichnet auch Zirakpur selbst ein schnelles Bevölkerungswachstum.
Die Stadt ist Teil des Distrikt Sahibzada Ajit Singh Nagar. Zirakpur hat den Status eines Municipal Council. Die Stadt ist in 15 Wards (Wahlkreise) gegliedert.

## Demografie
Die Einwohnerzahl der Stadt liegt laut der Volkszählung von 2011 bei 95.553. Zirakpur hat ein Geschlechterverhältnis von 892 Frauen pro 1000 Männer und damit einen für Indien üblichen Männerüberschuss. Die Alphabetisierungsrate lag bei 88,3 % im Jahr 2011. Knapp 73 % der Bevölkerung sind Hindus, ca. 22 % sind Sikhs, ca. 3 % sind Muslime und ca. 1 % gehören einer anderen oder keiner Religion an. 12,6 % der Bevölkerung sind Kinder unter 6 Jahren.

## Infrastruktur
Zirakpur ist durch klimatisierte und nicht klimatisierte lokale Busse mit Chandigarh, Panchkula und anderen Nachbargebieten gut verbunden. Die zwischenstaatlichen Busse von Chandigarh nach Delhi, Patiala, Rajpura, Bathinda und den meisten nördlichen Städten von Haryana fahren durch Zirakpur. Zirakpur liegt an der Autobahn Ambala-Chandigarh und der Autobahn Patiala-Shimla. Der nächste Bahnhof befindet sich in Chandigarh, etwa 8 km von Zirakpur entfernt.